# شطرنج۹۶۰
شطرنج ۹۶۰ یا شطرنج بابی فیشر (به انگلیسی: Chess960 یا Fischer Random Chess یا Fischerandom) نوعی از شطرنج که بابی فیشر قهرمان سابق شطرنج جهان، آن را ابداع کرده و در سال ۱۹۹۶ آن را به دنیای شطرنج معرفی کرد. تنها تفاوت این شطرنج با شطرنج کلاسیک در نحوه قرارگیری مهره‌ها است.
صفحه بازی، تعداد مهره‌ها، نحوه بازی و محل قرار گرفتن پیاده‌ها در شطرنج۹۶۰ کاملاً مشابه شطرنج کلاسیک است اما محل قرار گرفتن هشت سوار در ردیف اول و آخر به‌طور تصادفی معین می‌شود. دو محدودیت در محل قرار دادن سوارها وجود دارد که یکی گذاشتن فیل‌ها در دو خانهٔ ناهمرنگ و دیگری قرار دادن شاه در بین دو رخ برای ممکن شدن حرکت قلعه است. همچنین ساختار مهره‌های سفید و سیاه باید دقیقاً مانند هم باشند. از آن‌جا که ۹۶۰ وضعیت مختلف برای قرار گرفتن سوارها ممکن است این بازی به شطرنج ۹۶۰ معروف شده است.
تفاوت اصلی این شطرنج با شطرنج کلاسیک در این است که مطالعه گشایش‌ها و به حافظه سپردن حرکات و پوزیسیون‌ها که یکی از مهم‌ترین بخش‌های شطرنج روز دنیا است بی‌معنی می‌شود و از حرکت اول تا حرکت آخر بازیکنان باید به استراتژی خود متکی باشند و نه الگوهای فکری شناخته شده. بابی فیشر در کنفرانس خبری سال ۱۹۹۶ خود در بوئنوس آیرس هنگام معرفی این شطرنج جدید دلیل خود را از ابداع آن این اعلام کرد که در این بازی خلاقیت و مهارت از حافظه و آنالیز اهمیت بیشتری پیدا می‌کند. وی مدعی شد در حال حاضر بسیاری از مسابقات حتی رقابت قهرمانی جهان میان کاسپاروف و کارپف از پیش تعیین می‌شوند در حالی که در این نوع از شطرنج تعیین بازی از قبل غیرممکن است. وی همچنین گفت بسیاری از شطرنج بازان برتر دنیا مانند آناند و کرامنیک به دلیل این که ساعت‌ها پشت کامپیوتر می‌نشینند نمره عینک بالایی دارند و بازی شطرنج امروزه به یک کار دشوار تبدیل شده است در حالی‌که او این شطرنج را انتخاب کرده تا کار نکند!

## قهرمانی جهان
در سال ۲۰۰۹ هیکارو ناکامورا شطرنج‌باز ژاپنی‌الاصل آمریکایی است با پیروزی ۳٫۵ بر ۱٫۵ در مقابل لئون آرونیان قهرمان سابق جهان به این عنوان رسید.
| سال  | قهرمانی شطرنج۹۶۰ جهان                           | تورنمنت اوپن ماینس | قهرمانی شطرنج۹۶۰ جهان                          | قهرمانی کامپیوترها |
| ---- | ----------------------------------------------- | ------------------ | ---------------------------------------------- | ------------------ |
| ۲۰۰۱ | پیتر لکو (۴½–۳½ مقابل مایکل آدامز)              | -                  | -                                              | -                  |
| ۲۰۰۲ | -                                               | پتر سویدلر         | -                                              | -                  |
| ۲۰۰۳ | پتر سویدلر (۴½–۳½ مقابل پتر لکو)                | لئون آرونیان       | -                                              | -                  |
| ۲۰۰۴ | پتر سویدلر (۴½–۳½ مقابل لئون آرونیان)           | زلتان الماسی       | -                                              | -                  |
| ۲۰۰۵ | پتر سویدلر (۵–۳ مقابل زلتان الماسی)             | لئون آرونیان       | -                                              | اسپایک             |
| ۲۰۰۶ | لئون آرونیان (۵–۳ مقابل پتر سویدلر)             | اتین باکرو         | آلکساندرا کوستنیوک (۵½–۲½ vs الیزابت پاتز)     | شردر               |
| ۲۰۰۷ | لئون آرونیان (۲–۲، ۱½–½ مقابل ویسواناتان آناند) | ویکتور بولوگان     | -                                              | ریبکا              |
| ۲۰۰۸ | -                                               | هیکارو ناکامورا    | آلکساندرا کوستنیوک (۲½–۱½ مقابل کاترینا لاهنو) | ریبکا              |
| ۲۰۰۹ | هیکارو ناکامورا (۳½–½ مقابل لئون آرونیان)       | الکساندر گریچوک    | -                                              | ریبکا              |

اولین دوره مسابقات قهرمانی جهان در شطرنج تصادفی فیشر که به صورت رسمی توسط فیده به رسمیت شناخته شد در تاریخ ۲۰ آوریل ۲۰۱۹ اعلام و در در ۲ نوامبر ۲۰۱۹ به پایان رسید. وسلی سو با غلبه بر ماگنوس کارلسن با نتیجه ۱۳٫۵–۲٫۵ اولین قهرمان جهان در شطرنج تصادفی فیشر شد.